# 埤雅
《埤雅》，是北宋的陸佃所編輯的辭典，總共20卷，主要展現陸佃對於《詩經》中的動植物深入的研究。陆佃还作有《爾雅新義》。陸佃死後，其子陸宰在北宋宣和7年（1125年）為此書寫序。
同樣以動植物作為分類的書籍，南宋的羅願所編撰的《爾雅翼》。
估测《埤雅》于元豐年间1078–1085)，李约瑟则认为是在1096年前后。
陆佃编《埤雅》为8章，其名称与《尔雅》最后8章基本重合。
| 序号 | 章名 |
| ---- | ---- |
| 1    | 釋魚 |
| 2    | 釋獸 |
| 3    | 釋鳥 |
| 4    | 釋蟲 |
| 5    | 釋馬 |
| 6    | 釋木 |
| 7    | 釋草 |
| 8    | 釋天 |

序言解释了陆佃试图定义动植物学术语的動機。宋朝官方将科举的基础从诗歌改变为經義，文人便不再研究动植物名称了。

## 評價
- 《四庫全書總目提要》卷40・埤雅：「然其詮釋諸経、頗拠古義。其所援引、多今所未見之書。其推闡名理、亦往往精鑿。謂之駁雑則可、要不能不謂之博奧也。」

## 外部連結
- 1478 Korean woodblock edition Piya, Chinese University of Hong Kong Rare Book Collection (in Chinese)